# Kingsley Boateng
Kingsley Boateng (* 7. April 1994 in Mpatuam, Ghana) ist ein italienisch-ghanaischer Fußballspieler. Er spielt auf der Position des Stürmers.

## Biografie
Boateng kam mit seiner Familie nach Italien, als er sechs Jahre alt war. Nachdem sein Vater im Jahr 2012 die italienische Staatsbürgerschaft erhielt, erhielten auch all seine minderjährigen Kinder, zu denen Kingsley damals zählte, diese.

## Karriere
Boateng kam 2007 in die Fußballschule der AC Mailand, die er bis zum Ende seiner Jugendzeit besuchte. Seit der Spielzeit 2013/14 gehörte er dem Profikader an. Für seine erste Profisaison wurde er jedoch an Catania Calcio verliehen, um Spielpraxis zu sammeln. Seine erste Serie-A-Partie absolvierte er am 25. September 2013, bei der 1:3-Niederlage gegen Lazio Rom. Zu Beginn der Saison Serie A 2014/15 kehrte er zur AC Mailand zurück, wechselte jedoch kurze Zeit später zu NAC Breda in die Eredivisie. Im Winter 2015 wechselte er zurück zum AC Mailand, da diese eine im Vertrag verankerte Rückkaufoption zog. Von 2015 bis 2017 spielte Boateng beim FC Bari 1908 in der Serie B. Im Januar 2017 wechselte er zu NK Olimpija Ljubljana.
Von 2011 bis 2012 lief Boateng in drei Partien für die U-18 Italiens auf, dabei erzielte er einen Treffer.